# Cyrtosia luteiventris
Cyrtosia luteiventris är en tvåvingeart som beskrevs av Mario Bezzi 1926. Cyrtosia luteiventris ingår i släktet Cyrtosia och familjen svävflugor.
Artens utbredningsområde är Egypten. Inga underarter finns listade i Catalogue of Life.